# Championnats du monde Pro de ski de vitesse 2002
Navigation
2001 Pro 2003 Pro
Les Championnats du monde Pro de ski de vitesse 2002 (appelés aussi Mondial Pro) se sont déroulés le 2 avril 2002 aux Arcs sous l'égide de l'association France Ski de vitesse.

## Organisation
Ils se disputent sur une épreuve unique disputée sur une piste sans limitation de vitesse (alors que les épreuves de cette époque organisées par la FIS  sont limitées à 200 km/h).
Ce sont les uniques championnats du monde organisés en 2002 car la FIS organise ses propres championnats du monde les années impaires.
Un titre est décerné dans chaque catégorie :
- S1 (Speed One) : la catégorie-reine (avec équipements spéciaux)
- SDH (Speed Downhill) : l'anti-chambre de la catégorie S1 (avec équipement de descente de ski alpin)
- S1 Juniors : les juniors (U21 : moins de 21 ans) en S1
- SDH Juniors : les juniors en SDH

## Podiums

### Hommes
| Épreuves    | Or              | Argent           | Bronze           |
| ----------- | --------------- | ---------------- | ---------------- |
| S1          | Laurent Sistach | Johan Rousseau   | Jukka Viitasaari |
| SDH         | Frank Pagliero  | Stéphane Lacoste | Olivier Granier  |
| S1 Juniors  | Jonathan Moret  | Philippe Gabail  |                  |
| SDH Juniors | Bastien Montès  |                  |                  |

### Femmes
| Épreuves    | Or               | Argent       | Bronze      |
| ----------- | ---------------- | ------------ | ----------- |
| S1          | Karine Dubouchet | Tracie Sachs | Elena Banfo |
| SDH         | Clarisse Jasmin  | Karine Godel |             |
| S1 Juniors  | Jaana Viitasaari |              |             |
| SDH Juniors | Anaïs Bruzaud    |              |             |

## Résultats détaillés

### Hommes S1
| \| Rang \| Skieur \| Vitesse \| \| ------------------ \| ----------------- \| ------------ \| \| Médaille d'or \| Laurent Sistach \| 243,410 km/h \| \| Médaille d'argent \| Johan Rousseau \| 241,970 km/h \| \| Médaille de bronze \| Jukka Viitasaari \| 238,890 km/h \| \| 4 \| Philippe May \| 237,780 km/h \| \| 5 \| Jyrki Jokipii \| 237,470 km/h \| \| 6 \| Marc Poncin \| 236,530 km/h \| \| 7 \| Roger Wickman \| 236,220 km/h \| \| 8 \| John Hembel \| 235,910 km/h \| \| 9 \| Aleš Brezavšček \| 233,770 km/h \| \| 10 \| Tuukka Kemppainen \| 233,310 km/h \| |                   |              |
| Rang | Skieur            | Vitesse      |
| Médaille d'or | Laurent Sistach   | 243,410 km/h |
| Médaille d'argent | Johan Rousseau    | 241,970 km/h |
| Médaille de bronze | Jukka Viitasaari  | 238,890 km/h |
| 4 | Philippe May      | 237,780 km/h |
| 5 | Jyrki Jokipii     | 237,470 km/h |
| 6 | Marc Poncin       | 236,530 km/h |
| 7 | Roger Wickman     | 236,220 km/h |
| 8 | John Hembel       | 235,910 km/h |
| 9 | Aleš Brezavšček   | 233,770 km/h |
| 10 | Tuukka Kemppainen | 233,310 km/h |

### Femmes S1
| \| Rang \| Skieuse \| Vitesse \| \| ------------------ \| ---------------- \| ------------ \| \| Médaille d'or \| Karine Dubouchet \| 232,110 km/h \| \| Médaille d'argent \| Tracie Sachs \| 224,720 km/h \| \| Médaille de bronze \| Elena Banfo \| 216,350 km/h \| \| 4 \| Kati Metsäpelto \| 206,422 km/h \| |                  |              |
| Rang | Skieuse          | Vitesse      |
| Médaille d'or | Karine Dubouchet | 232,110 km/h |
| Médaille d'argent | Tracie Sachs     | 224,720 km/h |
| Médaille de bronze | Elena Banfo      | 216,350 km/h |
| 4 | Kati Metsäpelto  | 206,422 km/h |